# IC 47
IC 47 је спирална галаксија у сазвјежђу Кит која се налази на листи објеката дубоког неба у Индекс каталогу.
Деклинација објекта је - 13° 44' 25" а ректасцензија 0h 42m 54,9s. Привидна величина (магнитуда) објекта IC 47 износи 15,3 а фотографска магнитуда 16,1. IC 47 је још познат и под ознакама NPM1G -14.0027, PGC 3093693.